# Wolfgang Schult

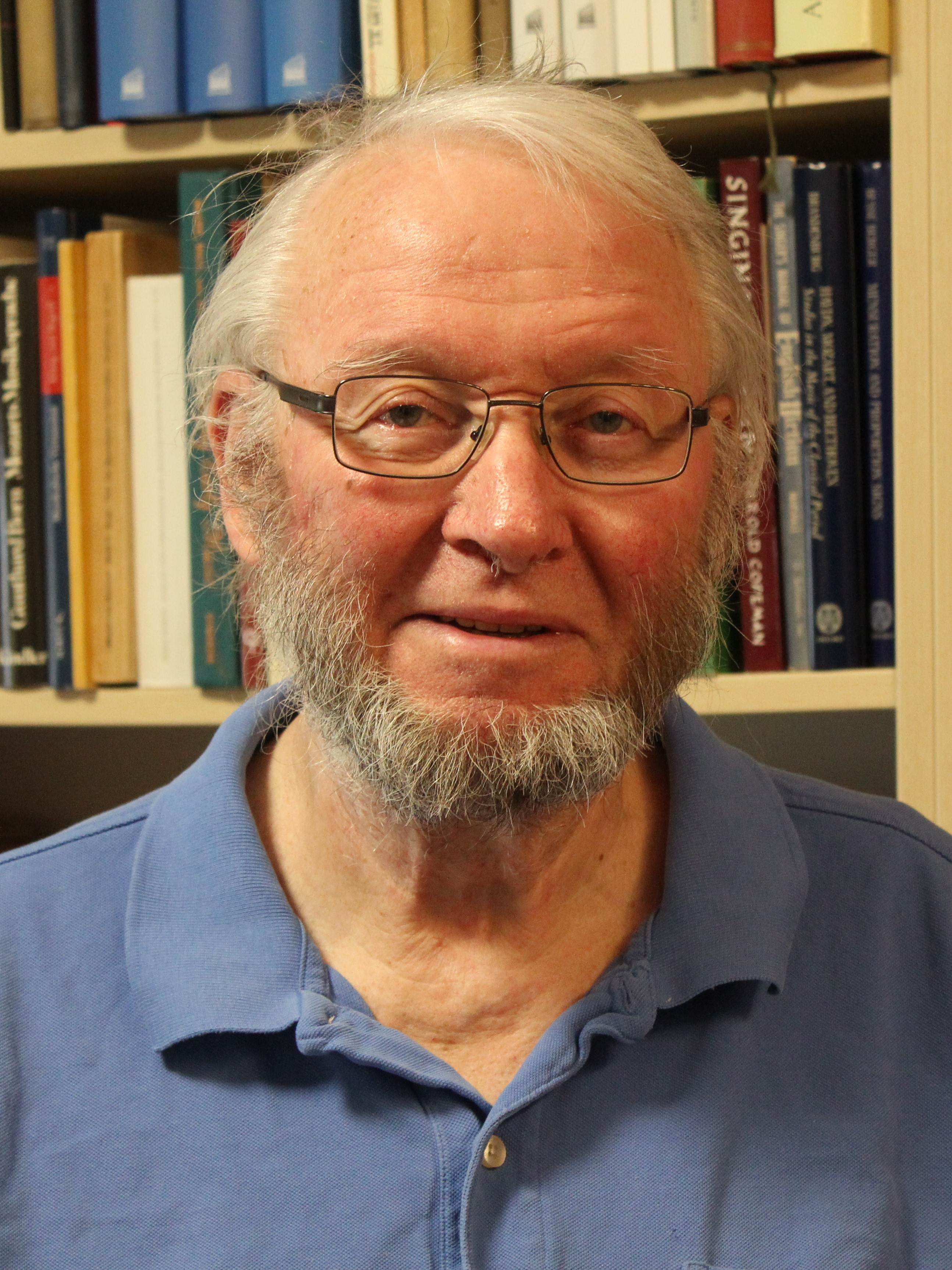
Wolfgang Schult

Wolfgang Schult (* 1942 in Hamburg) ist ein deutscher Kirchenmusiker, Dirigent, Pianist, Organist und Musikwissenschaftler.

## Werdegang
Schult studierte Kirchenmusik mit Abschluss A-Examen, Dirigieren und Musikwissenschaft an den Hochschulen in Hamburg und Bremen sowie der Universität Marburg. Er war Schüler von Detlef Kraus, Ursula Günther, Margot Alvers, Walter Bohle, Martin Behrmann und Hans Heintze. Private Fortbildung erfuhr er bei den Dirigenten Günter Wand und Michael Gielen. Von 1963 bis 1982 war er als Kirchenmusiker tätig, ab 1971 an der Evangelischen Stadtkirche in Dillenburg. Von 1971 bis 1981 unterrichtete er an der Wilhelm-von-Oranien-Schule in Dillenburg, von 2000 bis 2008 war er Musiklehrer am Laubach-Kolleg.
Schult ist als freischaffender Musiker (Pianist, Cembalist, Organist) tätig. Er leitete von 1971 bis 2014 die Bachwochen Kantorei Dillenburg, von 1982 bis 2015 das Vocalensemble Arcani musicali, von 1989 bis 2013 den Universitätschor der Universität Marburg. Seit ihrer Gründung 1975 ist er künstlerischer Leiter der Bachwochen Dill. Von 1996 bis 2002 erschienen die Jahrbücher der Bachwochen Dill mit folgenden Themen: 1996: Brahms; 1997: Bach & Händel; 1998: Roemhildt, Bach, Mozart; 1999: Bach & Schubert; 2000: Bach, G. Schumann, Dvořák, Hummel; 2001: Luigi Cherubini & Gorg Schumann; 2002: England & Deutschland. Er ist auch als Herausgeber bisher unveröffentlichter Werke (z. B. Passionen von Steuerlein und Gesius) tätig.
Im Jahr 2013 gründete er den Musikverlag Edition Arabeske. Dort erschienen Chorsätze, Motetten von Christoph Demantius, das Klaviertrio von Wilhelm Berger sowie eigene Kompositionen (Kantate: Lahn ein - Lahn aus; Instrumentalsätze zum Totentanz von Hugo Distler). Der Verlag bestand bis 2018. Heute veröffentlicht er Noten im Verlag Christoph Dohr.
Seit 2015 führt Schult überwiegend Kammermusik auf. In Laubach führte er bereits zu seiner Zeit als Lehrer Opern auf. Nach seiner Pensionierung setzte er diese Arbeit fort. Seine Aufführungen erfolgen meist im Schloss Laubach, wo er als Hofkapellmeister des Grafen Solms fungiert.
Opernaufführungen:
- Honegger: Roi David
- Lortzing: Der Wildschütz
- Nicolai: Die lustigen Weiber von Windsor
- Purcell: Dido; Fairy Queen; King Arthur

## Ehrungen und Auszeichnungen
- 2001 Verdienstmedaille des Verdienstordens der Bundesrepublik Deutschland (Bundesverdienstkreuz).